# SoftM
Die SoftM Software und Beratung AG mit Zentrale in München war ein deutscher IT-Anbieter für integrierte kaufmännische Standardsoftware und begleitende Dienstleistungen. Nach eigenen Angaben waren im Jahr 2008 rund 420 Mitarbeiter an 20 Standorten in den Ländern Deutschland, Österreich, Schweiz, Tschechien, Polen und Frankreich beschäftigt. Seit November 2008 gehörte SoftM zu dem polnischen IT-Konzern Comarch. Seit Juni 2010 firmiert die SoftM Software und Beratung AG unter dem Namen Comarch Software und Beratung AG.
Vor der Umfirmierung betreute die SoftM AG nach eigenen Angaben etwa 4.000 Kunden und bot Leistungen in mehreren Geschäftsbereichen an:
- betriebswirtschaftliche ERP-Standardsoftware für mittelständische Unternehmen.
- Rechnungswesensoftware wie Finanzbuchhaltung, Anlagenbuchhaltung, Controlling, Reporting und BI-Lösungen für mittelständische Unternehmen;
- IT-Infrastruktursysteme wie Serversysteme, Netzwerkgestaltung, Datenbanksysteme, Hochverfügbarkeitslösungen und Dokumentenmanagement.

Im Geschäftsjahr 2008 erzielte das an der Frankfurter Wertpapierbörse im Prime Standard notierte Unternehmen einen Umsatz von etwa 56 Millionen Euro.

## Geschichte
1973 wurde die Gesellschaft bürgerlichen Rechts Sedlmayr & Partner in München gegründet, die sich mit der Entwicklung von Software beschäftigte. 1978 wurde das Unternehmen in eine GmbH umgewandelt. Die Entwicklung von Software wurde fortgesetzt. 1986 wurde erneut umfirmiert und das Unternehmen SoftM Software und Beratung München GmbH gegründet. SoftM erweiterte im gleichen Jahr seine Marktpenetration durch Niederlassungen in Münster und Hamburg, 1987 folgte Stuttgart und 1991 die erste Auslandsniederlassung in der Schweiz. 1995 wurde die SoftM Software und Beratung München GmbH schließlich in die SoftM Software und Beratung AG mit einem Grundkapital von 1 Million Deutsche Mark umgegründet. Das Unternehmen setzte seine Expansion im Markt fort und wurde am 21. Juli 1998 an der Frankfurter Wertpapierbörse notiert.
Von 1998 bis 2004 stieg der Umsatz von 31,4 auf 87,5 Millionen Euro. Bis zum Jahr 2008 sank der Umsatz auf 56,6 Millionen Euro.
Im Rahmen einer Kapitalerhöhung von 1,5 Millionen Euro erwarb Comarch (Krakau, Polen) 2008 durch die Tochtergesellschaft Comarch Software AG (Dresden) zusätzliche 35 Prozent der Aktien und wurde Mehrheitsaktionär. Im Februar 2009 konnte Comarch den Aktien-Anteil durch Übernahme von Aktienpaketen auf über 80 Prozent steigern. Im Juni 2010 fand die Umfirmierung in die Comarch Software und Beratung AG statt.